# Miloš Pavlič
Miloš Pavlič, slovenski biokemik, * 22. november 1923, Ljubljana, † 24. april 2014, Ljubljana
Pavlič je leta 1952 diplomiral iz kemije na Prirodoslovno matematični fakulteti in 1965 doktoriral iz biokemije na Medicinski fakulteti v Ljubljani. V letih 1966−1968 se je izpopolnjeval v ZDA. Sprva je delal na Inštitutu za elektrozveze v Ljubljani (1953-1960) nato pa od 1963 do 1993 na MF v Ljubljani, od 1978 kot redni profesor za biokemijo. Objavil je več kot 180 strokovnih člankov, od tega preko 40 znanstvenih razprav, večinoma v tujih znanstvenih revijah. Večkrat je bil tudi gostujoči predavatelj na tujih univerzah.